# Сервий Корнелий Долабела Петрониан
Вижте пояснителната страница за други личности с името Сервий Корнелий Долабела.
Сервий Корнелий Долабела Петрониан (на латински: Servius Cornelius Dolabella Petronianus) e политик и сенатор на Римската империя през 1 век.
Той е син на Гней Корнелий Долабела (роднина на по-късния император Галба) и Петрония, която преди това е била съпруга на император Вителий.
През 86 г. от януари до април Долабела Петрониан е консул заедно с император Домициан (за XII път) до 12 януари, а от 13 януари до вероятно 28 февруари заедно със суфектконсула Гай Сеций Кампан, през март и април с Квинт Вибий Секунд.
Неговият син Сервий Корнелий Долабела Метилиан Помпей Марцел e суфектконсул 113 г.